# Henosepilachna vigintioctopunctata
Espèce
Henosepilachna vigintioctopunctata  est une espèce d'insectes coléoptères de la famille des Coccinellidae. Elle est aussi connue sous les noms de « coccinelle à 28 points », « coccinelle de la pomme de terre »  et, en Nouvelle-Zélande, Hadda beetle.
Elle se nourrit du feuillage des pommes de terre et d'autres Solanaceae cultivées.
C'est une espèce originaire de l'extrême-orient russe.
Cette espèce, précédemment appelée Epilachna vigintioctopunctata, fait partie d'un complexe d'espèces cryptiques.
Synonymes :
- Coccinella vigintioctopunctata
- Epilachna vigintioctopunctata

## Morphologie et biologie

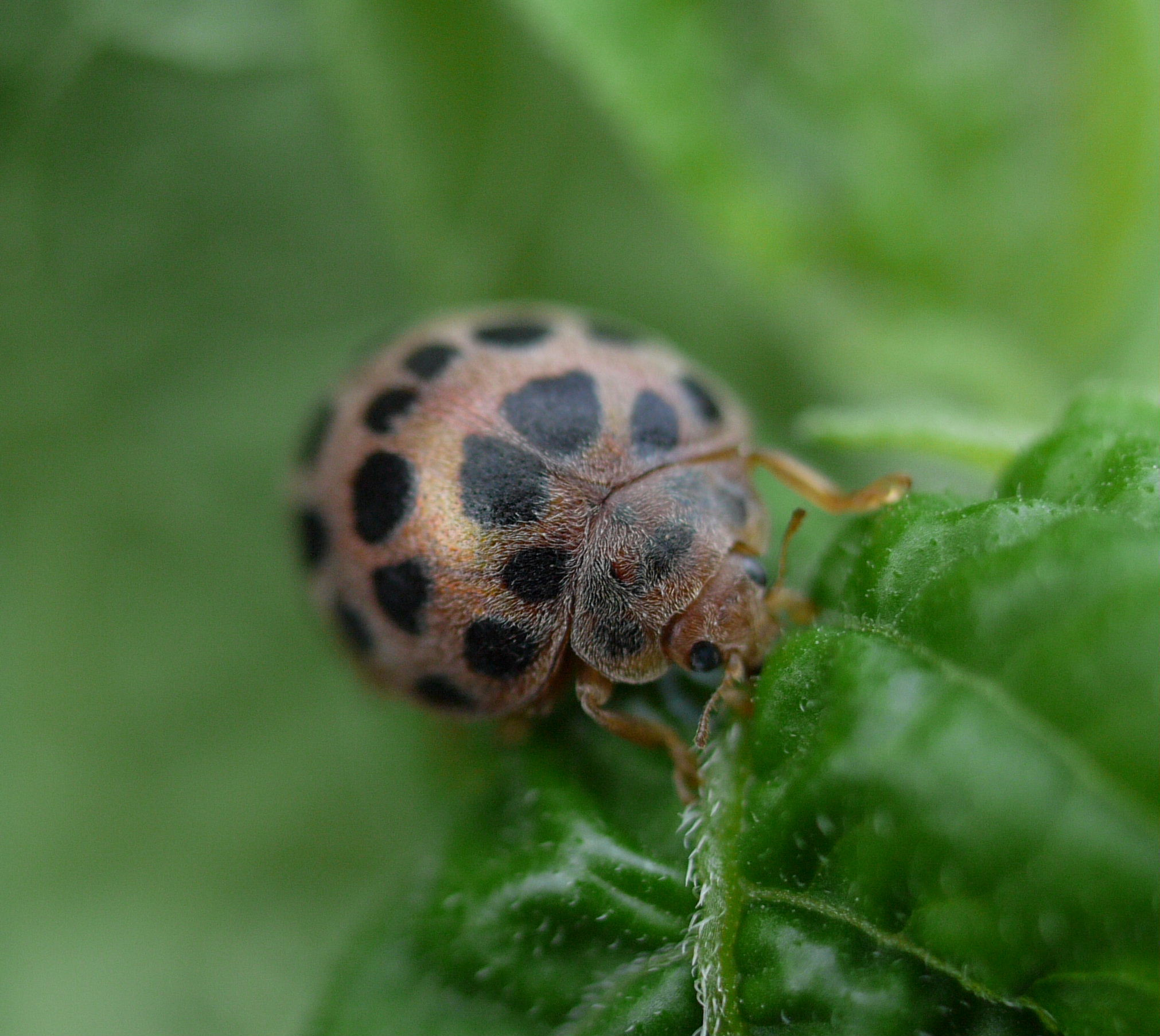
Henosepilachna vigintioctopunctata.

Le corps de la coccinelle à 28 points est presque rond, convexe, brillant, et peut atteindre sept millimètres de long. De couleur brun-rougeâtre, il porte treize taches noires sur chacune des élytres et une tache ou plus de chaque côté du thorax.
Les œufs, de couleur jaune, ont environ 1,5 millimètre de long. Ils sont déposés à la face inférieure des feuilles par paquets de dix à soixante-cinq œufs.
Les larves, de forme ovale, et les nymphes sont de couleur jaune-verdâtre, et ornées d'appendices ramifiés noirs.
Les adultes et les larves vivent sur les feuilles, les premiers généralement sur la face supérieure, les secondes sur la face inférieure, se nourrissant des tissus tendres situés entre les nervures.
La femelle peut pondre de 300 à 400 œufs.
Dans des conditions optimales, les stades de développement larvaires sont achevés en quatre à six semaines.
Les larves se nymphosent sur les feuilles et les jeunes adultes de la nouvelle génération se nourrissent intensément pendant une à deux semaines pour construire leur tissu graisseux.
Seuls les adultes sont capables de passer la mauvaise saison, hivernant généralement sous les feuilles mortes à la lisière des bois, dans les fourrés ou dans les champs sous les résidus de plantes.

## Distribution
Cette espèce est originaire de l'extrême est de la Russie, mais dans la seconde moitié du XXe siècle, son aire de répartition s'est largement étendue. Elle englobe désormais presque toute la Russie, le nord-est de la Chine, le nord de la Corée et le Japon.
On la rencontre également en Australie ainsi qu'en Inde (Bengale) plus particulièrement sur aubergines et pommes de terre.
Le 1er février 2010, un entomologiste a signalé la présence de coccinelles à 28 points (Hadda beetles) dans la région d'Auckland en Nouvelle-Zélande.
Biosecurity New Zealand, organisme rattaché au ministère néo-zélandais de l'Agriculture, a mis en place un programme de surveillance et d'éradication, mais a annoncé le 25 mars 2010 que l'éradication était impossible et qu'il sera nécessaire de collaborer avec le secteur de l'horticulture pour minimiser l'impact de ce nouveau ravageur des cultures.

## Importance économique
Cette espèce cause des dommages aux cultures chez trois familles de plantes : les Solanaceae (pomme de terre, tomate, aubergine et piment), les Cucurbitaceae (concombre, melon, pastèque et potiron) et les Fabaceae (soja et haricot). Toutefois, la meilleure plante-hôte pour la reproduction des adultes hivernants et le développement de leurs larves est la pomme de terre. Les pertes de rendement en pommes de terre peuvent atteindre 25 % en cas d'infestation grave.
La lutte contre ce ravageur passe par l'utilisation de variétés résistantes, la rotation des cultures, le choix de sites exposés au vent pour la culture des Solanacées, la destruction de tous les résidus de plantes et le recours aux insecticides si nécessaire.